# Леково (Західнопоморське воєводство)
Леково (пол. Lekowo, нім. Leckow) — село в Польщі, у гміні Свідвин Свідвинського повіту Західнопоморського воєводства.
Населення — 703 особи (2011).
До 1945 року село було частиною Німеччини.

## Історія
На полі Лекова є сліди поселення бронзової доби, була знайдена кремаційна могила з фібулами, пряжками та посудинами першого століття нашої ери.
З 13 століття Леков належав Бранденбурзькому Ноймарку, перерваний 1402-1455 роками під владою Тевтонського лицарського ордену. Його судовий пристав скаржився в 1445 році 'на продовжувані грабежі Лекова'.
У 1491 р. Згадується парафіяльна церква в Лекові (Лецкові), вона була укомплектована за рекомендацією братів Дітлева та Мартіна фон Лецкова. 
Після Тридцятилітньої війни (1618-1648) було збудовано палац пізнього Відродження в його нинішньому вигляді.
Під час Семирічної війни (1756-1763) тут відбулася сутичка між російською та прусською арміями.
Окружний адміністратор Йоганн Джордж Фрідріх фон Лецков помер у 1823 році без спадкоємців, а садибу придбала сім'я фон Клів у 1845 році. Вона побудувала кам’яні сільськогосподарські будівлі (раніше глиняний каркас) та завод картопляних пластівців, який проживав тут до 1945 року.
У 1882 році тут була велика ферма, паровий крохмальний завод та цегельня. До Другої світової війни садиба займала 922 га, а в Лекові проживало 465 осіб.
Після 1945 року Леков прибув до парафії Кеслін в Поморсько-Великопольській єпархії Польської євангелічно-аугсбурзької церкви.
Сьогодні, у Лекові є шкільний комплекс зі спортивним залом, культурним центром, бібліотекою, парафією, автобусною зупинкою та магазинами.

## Демографія
Демографічна структура станом на 31 березня 2011 року:
|          | Загалом | Допрацездатний вік | Працездатний вік | Постпрацездатний вік |
| -------- | ------- | ------------------ | ---------------- | -------------------- |
| Чоловіки | 366     | 83                 | 252              | 31                   |
| Жінки    | 337     | 72                 | 203              | 62                   |
| Разом    | 703     | 155                | 455              | 93                   |

## Примітки

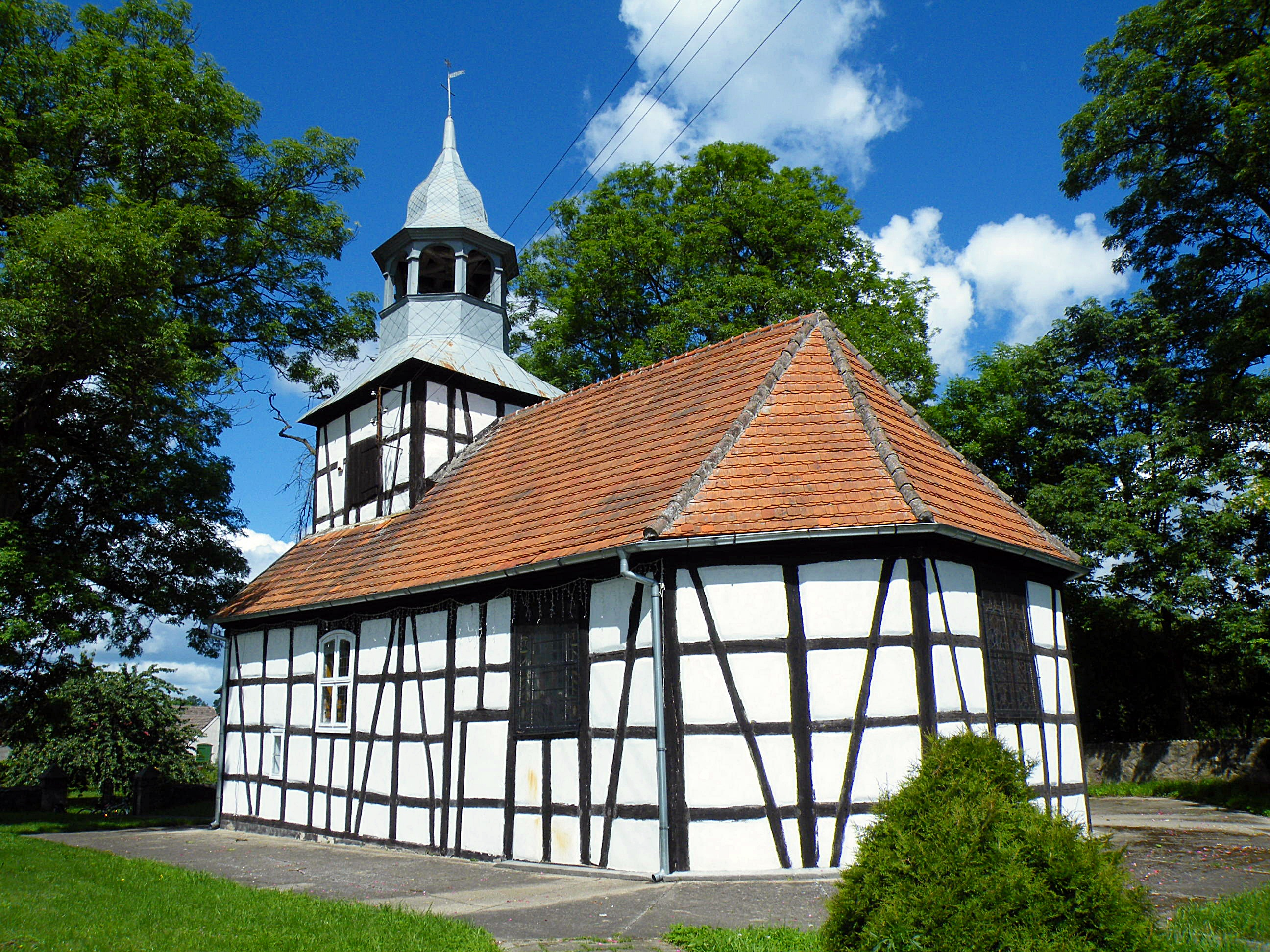
Церква Петра і Павла, Леково